# Beta Pyxidis
Désignations
Beta Pyxidis (β Pyxidis, β Pyx) est une étoile située dans la constellation australe de la Boussole. Elle a une magnitude apparente visuelle de 3,954, ce qui en fait la deuxième étoile la plus brillante de cette faible constellation.

## Environnement stellaire
Sur la base de la mesure de sa parallaxe annuelle par le satellite Hipparcos, Beta Pyxidis est située à environ ∼ 420 a.l. (∼ 129 pc) de la Terre. C'est une étoile du disque avec des composantes de vitesse spatiale, [U, V, W] = [–11,0, +11,8, –2,2] km/s.
Elle possède une compagne optique de magnitude 12,5, située à une séparation angulaire de 12,7 secondes d'arc et un angle de position de 118°, déterminés en 1943.

## Propriétés
Le spectre de Beta Pyxidis correspond à une étoile géante lumineuse ou géante de type spectral G5II/III. Le diamètre angulaire de l'étoile mesuré par interférométrie vaut 2,05 ± 0,14 mas. À sa distance estimée de 420 al, ceci lui donne une taille réelle d'environ 28 fois le rayon du Soleil. La température effective de son enveloppe externe est d'environ 5 600 K, ce qui lui donne la couleur jaune caractéristique d'une étoile de type G,.
Beta Pyxidis possède une vitesse de rotation inhabituellement élevée pour une étoile évoluée de ce type, montrant une vitesse de rotation projetée de 11,8 km/s. Une explication possible est qu'elle pourrait avoir englouti une planète géante qui était trop proche d'elle, comme un Jupiter chaud.
En 2010, cette étoile a fait partie d'une étude portant sur des supergéantes massives, à faible température effective, dont le but était de détecter un champ magnétique. Elle pourrait avoir un champ magnétique longitudinal avec une intensité de moins d'un gauss.

## Nom traditionnel
En chinois, 天狗 (Tiān Gǒu), signifiant Chien céleste, fait référence à un astérisme constitué de β Pyxidis, e Velorum, f Velorum, α Pyxidis, γ Pyxidis et δ Pyxidis. Par conséquent, β Pyxidis elle-même est appelée 天狗四 (Tiān Gǒu sì, la quatrième [étoile] du Chien céleste).